# История на България
 Тази статия е за историографската дисциплина.  За друго значение вижте История на България (пояснение).  
Историята на българските земи може да бъде условно разделена на 5 основни периода: Праистория, Античност, Средновековие, Османско владичество и Съвременна история.
Поради географското си положение територията на днешна България е сред най-рано заселените райони в Европа. През 3. хилядолетие пр.н.е. тя е заета от траките – индоевропейски народ, за който се предполага, че е дошъл на Балканите от североизток. Те създават свои държави, които достигат разцвет по време на елинизма. В средата на I век пр.н.е. траките са подчинени от Древен Рим.

## Античност и Ранно средновековие (до VII век)

### Праистория (преди XII век пр.н.е.)
На територията на България - в местността „Азмака“ в Чирпанско - са намерени части останки (зъб) на примата Graecopithecus freybergi, датирани от преди 7,2 милиона години. Точната класификация на грекопитеците е спорна, като някои палеонтолози допускат възможността те да са най-ранните представители на подсемейство Homininae.
През ранната енеолитна епоха се развиват металургията на медта и златото, благодарение на тяхното наличие по повърхността (много реки в България са златоносни). През енеолита тук е създадена най-старата в света протописменост – известната Дунавска протописменост, първата технология за леене на метали, първите каменни градежи в Европа.
Има голям брой артефакти на различни места, които показват наличие на развита ранна енеолитна цивилизация – в комплекса Блантица, Винча, Караново VI, Хотница, Варненският некропол. Тази цивилизация е вероятно най-старата в Европа, най-ранният център на медната металургия в Европа с едни от най-древните предпарични знаци от раковини, за развита търговия със Средиземноморието още в началото на енеолитната или халколитна епоха свидетелстват импортни предмети (средиземноморската мида Spondylus).
Най-ранните следи от човешко присъствие в България са находки на изправен човек от ранния палеолит в пещерата „Козарника“ на възраст от над 1,4 милиона години, които са и най-старите известни в Европа, маркирайки един от двата пътя на навлизане на първите хора на континента – през Балканския и през Пиренейския полуостров. Пещерата продължава да се обитава и в средния палеолит, от когато в нея има останки от неанедрталци на около 150 000 години.

### Траки (XII век пр.н.е. – I век)
Предполага се, че първите траки се заселват в източната половина на Балканския полуостров, включително на днешната територия на България около 3500 г. пр.н.е. През XII век пр.н.е. вече са обособени в групи и населяват Балканския полуостров. Древногръцкият историк Херодот дава описание на траките в своята „История“ (5 – 3), казвайки че: „Тракийската народност е най-многобройна след индийската. Във всяка отделна област траките носят отделно име, но нравите и обичаите на цялата народност са навред едни и същи.“
В средата на IV век пр.н.е. траките са подчинени от Филип и Александър Македонски и са включени в Древна Македония, но в края на века възвръщат самостоятелността си. През III век пр.н.е. групи келти се установяват в Тракия, но създадената от тях държава не просъществува дълго. В средата на I век пр.н.е. днешната територия на България е подчинена от Римската република, с което се слага край на самостоятелността на тракийските племена.
В Древна Гърция траките са смятани за войнствени, известни са с нехарактерната за Гърция конница. Дори в римската епоха Тракия е важен източник на войници и гладиатори. Предводителят на най-голямото робско въстание срещу Рим – гладиаторът Спартак, е тракиец от племето меди. Днес основен източник на сведения за траките са археологическите разкопки на големи тракийски гробници и селищни центрове, а също така откритите храмове и светилища. Знатните траки са погребвани в гробници с много имущество, при някои от тях – с принесените в жертва жени, със съдове и други предмети, за които може би се смятало, че ще са им необходими в задгробния живот.

### Римска и византийска власт (I – VII век)
Окончателното завладяване на Тракия станало в епохата на Римската империя. Земите край Дунава били покорени след голям поход на римския пълководец Марк Лициний Крас в 29 – 27 г. пр.н.е., в началото на самостоятелното управление на първия римски император Октавиан Август. В северно-тракийските земи първоначално бил създаден военен окръг (префектура) под командването на управителя на провинция Македония, който обхващал само сравнително тясна ивица край южния бряг на р. Дунав. Вероятно в 15 г. сл.н.е. завладените крайдунавски земи били официално оформени в римска провинция, получила името Мизия. Земите на гетите на изток от р. Янтра чак до Черноморското крайбрежие и устието на р. Дунав били предадени на съюзното Одриско царство, просъществувало до 45 г. сл.н.е., когато император Клавдий го анексира и създава от територията му римската провинция Тракия.
С реформите на императорите Диоклетиан и Константин Велики в края на III и началото на IV в. положението в империята временно е стабилизирано. Особено значителни са административните промени, в резултат на които броят на провинциите се увеличава и те са обединени в по-големи административни единици – диоцези и префектури. От двете Мизии (Горна и Долна) са създадени 5 нови провинции, а от бившата провинция Тракия – 4. Сред най-важните нововъведения на Константин Велики е преместването на столицата на империята от Рим в разположения на Босфора Бизантион (днес Истанбул), който е наречен на негово име Константинопол. Това има важни последици за тракийските провинции, които попадат в непосредствено съседство с новата столица, и довежда както до временно стопанско оживление, така и до засилени мерки за отбраната им от нови варварски нашествия. В 313 г. Константин издава указ, с който разрешава християнството като официална религия на територията на Римската империя. През IV в. то се налага като господстваща религия на територията на империята.

### Прабългари и славяни (V – VI век)
В 479 г. византийският император Зенон се принудил да се съюзи за пръв път с „тъй наричаните българи“, пише Йоан Антиохийски. Марцелин Комес съвременник на тези събития, пише в своята хроника за година 499: „Арист, началникът на войската в Илирик, се отправил с петнадесет хиляди войници и петстотин и двадесет коли, натоварени с необходимото за воюване оръжие, срещу българите, който опустошавали Тракия. Сражението се завързали край река Цурта, където загинали повече от четири хиляди наши войници било в бягство, било като се хвърляли от високия речен бряг“. По-късно Йоан Зонара съобщава, че "...по това време племето на българите, което по-рано не било познато, нахлуло в Илирик и Тракия", а Теофан Изповедник поставя това нахлуване през 501 година. Това са едни от първите сведения за прабългарските племена по тези земи.
След разпадането на хунската държава (453) славяните започват да преминават през проходи в Карпатите и през втората половина на V век се настаняват в Трансилвания. След като голямата част от остготите се насочват към Италия (488), славяните заемат обитаваните от тях области по поречието на Долен и Среден Дунав. Първото славянско нападение през Дунав е отбелязано в историята през 519 г. по време на император Юстин I и е извършено от антите. През VI век славяните започват да усядат и южно Дунав в балканските земи. През 7 век южните славяни стават преобладаващото население на Балканския полуостров. Постепенно те заемат плътно Мизия, Тракия, цяла Македония, Родопите, Беломорието, днешна Албания, старата Гърция с адриатическия бряг и централен Пелопонес и дори някои от егейските острови. Славяни са заселени и в предна Мала Азия.

### Стара Велика България (VII век)
Стара Велика България (на гръцки: Η παλαιά μεγάλη Βουλγαρία, ἣ παλαιά μεγάλη Βουλγαρία hē palaia megalē Boulgaria, на византийски гръцки: Παλαιά Μεγάλη Βουλγαρία, Palaiá Megálē Boulgaría), както е наричана от византийските автори, по-рядко Оногурия (Patria Onoguria) е ранносредновековна държава с владетел Кубрат, съществувала около 30 г. след 632 г. в зоната на северното Причерноморие – днешна Украйна и Южна Русия. В някои източници Фанагория се сочи като столица на държавата. Това предположение се основава на хрониката на Теофан Изповедник, но не се подкрепя от археологическите данни. Тя представлява военно-племенен съюз на прабългарите и сродните им племена, дотогава подчинени на Аварския и Западнотюркския хаганат при граници: на изток – река Кубан, на юг – Азовско и Черно море (без южен Крим), на запад – река Днепър, на север – река Донец.

### Склавиния в Подунавието (VII век)
През VII в. Теофан Изповедник споменава, че в Подунавието живеят седем славянски племена, както и северите, а Никифор Григора говори общо за славянските племена, без да определя техния брой. В историческата литература съществуват много и най-противоречиви представи за земите, населявани от посочените седем ненаименовани славянски племена. Обикновено се приема, че племето северани се намирало в Малка Скития и че останалите седем племена населявали областта по двата бряга на р. Дунав. Някои дори приемат, че става дума за славянско обединение на родовете на едно голямо племе, заселени в Подунавието, и че то се е простирало от двете страни на Дунава – между Стара планина и Карпатите. Така племенното обединение се очертава като племенен съюз – склавиния, създаден за борба против аварите. По всичко изглежда, че при така съществуващия съюз всяко славянско племе запазило до голяма степен своята самостоятелност, управлявало се от собствен княз, а заеманата от него земя образувала отделно княжество. Съюзът на именно тези княжества, породен от общата заплаха от страна на авари, вървял постепенно към образуването на държавна организация. Този процес съвпаднал с идването на прабългарите в земите на юг от Дунава.

## Българско Средновековие (VII – XIV век)

### Първа българска държава (681 – 1018)
След разпадането на Велика България, която е завладяна от хазарите, част от прабългарите, водена от Аспарух, и друга, водена от Кубер, се преселват на Балканския полуостров и се сливат със славяните, дошли от север в началото на VI век и смесили се с местните византийци. След като Аспарух извоюва победа над армия на византийския император Константин IV, се сключва споразумение между Аспарух и Константин. Според него прабългарите и славяните получават по-голямата част от територията между Стара планина и р. Дунав. С това се поставя началото на създаването на оформящата се българска народност. Договорът с Византия от 681 г. се приема като момент на създаване на Първата българска държава.
По време на управлението на Крум (803 – 814) България се разраства на югозапад и югоизток, населвайки района на днешна София през 811 г. и днешен Одрин през 813 г. Побеждава император Никифор I в битката при Върбишкия проход на 26 юли 811 г. и от черепа му си прави обкована чаша. Достига до портите на Константинопол, но не успява да ги премине. Въвежда много строги закони, включително за изкореняване на лозята и членовредителни наказания за крадци. Хан Омуртаг (814 – 831 г.) продължава административната реформа, започната от Крум, като разделя страната на области, наречени комитати, начело с комити. В българската история Омуртаг е познат още с прозвището си Строителя. Той създава известния надпис „Човек и добре да живее – умира, и друг се ражда, и нека роденият след него помни делата му“.
Княз Борис I (Михаил) (852 – 889 г.) приема християнството за официална религия. Съпротивата в лицето на някои боляри е смазана жестоко – тези, които не желаят да приемат новата религия, са преследвани и избивани. Детронира и ослепява първородния си син княз Владимир Расате (889 – 893 г.) заради опита му да върне езичеството. Княз Борис I предприема този ход, за да обедини прабългари и славяни, които по онова време имат коренно различни религии, както и за да укрепи международния престиж на България в силното „семейство“ на християнските държави. Българите получават правото на собствена архиепископска църква. Около 886 г. Борис приема в България прогонените от Великоморавия ученици на Кирил и Методий – Климент, Наум и Ангеларий. Така новосъздадената от братята Кирил и Методий азбука – глаголицата – и богослужението за славяните достигат до българските земи. Благодарение на подкрепата, която Борис оказва на Климент и Наум за мисионерската и просветителската им дейност, Кирило-Методиевото наследство е съхранено за Европа и славяните. В началото на 10 век в Преславската книжовна школа се разработва нова азбука, наречена кирилица, на основата на гръцката писменост и глаголицата.
Около 950 г. от смесицата между потомците на прабългари, славяни и на местното палеобалканско население, включително елински и римски колонисти, както и византийци, се формира новата народност на българите. Важен елемент от този процес е общият език, който се развива на основата на преобладаващия славянски. Българите се класифицират като южнославянски народ, каквито са например сърбите.
По-късно княз Симеон I (893 – 927 г.), приема титлата цар на българите и император на българи и ромеи (в българската държава, наречена от някои историци Дунавска България), за да се разграничи от Волжка България, населявана от прабългарите. Титлата император е призната от папата.
Времето на Симеон I е наречено Златен век. Сам получил образованието си в Константинопол изгражда множество книжовни центрове из цяла България. Симеон I се превръща в сериозна заплаха за Византийската империя. След множество военни успехи си поставя за цел да превземе Константинопол. Провъзгласява се за император.
След смъртта на Симеон I мощта на България спада. Появява се богомилството по времето на цар Петър I, появява се и отшелничеството. Петър, най-дълго управлявалият български владетел, в началото на управлението си сключва мирен договор с Византия, но след изтичането му се започва война с ромеите. През 968 г. Киевска Рус съумява да превземе столицата Преслав цялата източна част от българските земи. България премества столицата си и след 50-годишна ожесточена война с Византия България започва да запада. По времето на цар Самуил се водят много войни, а много тежко поражение е нанесено на византийския император Василий II в Битката при Траянови врата, където по чудо самият император остава жив. Фатална се оказва обаче битката при село Ключ, където Василий II избива хиляди и нарежда 14 000 пленени воини да бъдат ослепени. Заради тази си постъпка византийският император е наречен от по-късни писатели българоубиец. Според легенда, когато цар Самуил вижда ослепените си воини, умира. През 1018 г. при цар Иван Владислав последните крепости са превзети от Византия – това е краят на Първата българска държава.

### Византийско владичество (1018 – 1185)
През 1018 година след близо половинвековна борба България е завладяна от Византия. В страната е въведено византийско административно деление, Българската патриаршия става архиепископия, а българската аристокрация е изселена в Мала Азия, като са ѝ дадени византийски титли. На отделни места продължават борбата български местни първенци и престолонаследникът Пресиян II, но без успех.
След смъртта на Василий II положението на българите се усложнява повече. Данъците са увеличени и заменени с натурални, а на мястото на починалия български охридски архиепископ Йоан е назначен византиец. Това е причина да бъде организирано въстанието на Петър Делян през 1040 година, което избухва в Белград. Той е провъзгласен за цар. Въстаниците напредват на юг и се съединяват с въстаниците от Албания, начело с Тихомир. Последният обаче е убит. Обединените български въстаници настъпват на юг към Солун, като по пътя разгромяват ромейски войски. Тогава обаче се появява провинилият се братовчед на Петър Делян Алусиан. Петър Делян му прощава и му повелява 40 000 армия, за да превземе града, но той се оказва некадърен военачалник и е разбит. На вечеря Петър Делян е ослепен от братовчед си. Алусиан се предава на ромеите и въпреки съпротивата на въстанието е сложен край.
През следващите години българите страдат от варварски и нормански нашествия. Те ограбват и избиват българско население. Българите трябва да се справят с тях сами. Освен това през България минават и кръстоносци, които следват примера на варварите. В крайна сметка Византия успява да се справи с тези опасности.
През 1072 година избухва бунтът на Георги Войтех, но и той е потушен. Надигат се още българите в Тесалия, начело с Никулица Делфина (1066), Нестор (1074), павликяните в Пловдив (1074), Добромир в Несебър през 1078 година и други. Всички те обаче са неуспешни. През 1185 година е вдигнато въстание, начело с Асен и Петър, което донася свобода за българския народ.

### Втора българска държава (1185 – 1396)
В резултат на въстанието на Асен и Петър България е възстановена през 1185 година. За цар е определен по-големият брат Петър, но той не се справя добре с властта и затова през 1187 година отстъпва трона на брат си Асен. През следващите години страната започва да възвръща територията си – при двамата братя тя си връща Белградската и Браничевската област, част от отвъддунавските земи, Мизия, Северна Тракия и земите по Горна Струма. Византия, която е в криза, не може да спре напредването на българите. През 1196 година Асен е убит от братовчед си Иванко, а боляри убиват и царувалия отново за кратко след това Петър. Властта е поета от третия брат Калоян (1197), който е бил няколко години във византийски плен, но успява да се спаси. Той превзема последната ромейска крепост в Северна България – Варна. Освен това сключва уния с папа Инокентий III, с което страната получава авторитетно международно признание. Разширява България към Македония и Тракия. Цар Калоян успява да разгроми рицарите от Четвъртия кръстоносен поход и така да спре експанзията им. В резултат на заговор е убит, начело на многохилядна войска пред портите на Солун. На престола застава племенникът му Борил. При него страната губи част от териториите си. Освен това е подозиран от народа в убийството на Калоян. Свален е от завърналия се в страната син на цар Асен I, Иван Асен II, през 1218 година.
При Иван Асен II България постига най-голямото си териториално разширение по време на Втората българска държава и отново границите ѝ са на 3 морета. При Клокотница разбива епирския владетел Теодор Комнин и така той не успява да възстанови Византия. По времето на българския владетел Българската архиепископия става патриаршия (1235). Иван Асен II умира през 1241 година и оставя на наследниците си една обширна страна. След смъртта му обаче България изпада в криза. Страната губи много територии. Татарите започват да нападат България и страната изпада в зависимост от тях. Въпреки опитите на сина му Михаил II Асен да спре упадъка, страната е в криза. За кратко се разгаря гражданска война, която завършва с възкачването на трона на Константин Асен. Политиката му не дава желаните резултати. Убит през 1277 година от Ивайло. Ивайло разбива на няколко пъти татари и византийци, но не може да се задържи дълго на власт. Наследен е от Георги I Тертер. При неговото управление хегемонията на татарите е пълна, но е преодоляна от сина му Светослав Тертер. Той присъединява някои територии, което прави и сина му Георги II Тертер.
Михаил III Шишман Асен опитва да разшири България в Македония, но е победен при Велбъжд. Иван Александър разширява България на юг. Води последната в историята война с Византия. При неговото управление започват експанзията си османските турци. Те навлизат на Балканския полуостров като дружини, на които се плаща да се бият на страната на наемателя. В 1352 г. османците овладяват първата крепост на Балканите – Цимпе. За пръв път нападат Византия. Страната предлага съюз на Сърбия и България (1352), но и от двете страни е отхвърлен. Османците не успяват да превземат Византия, затова се устремяват към българските земи (Търновско царство на цар Иван Шишман, Видинско царство на цар Иван Страцимир и Добруджанско деспотство на деспот Добротица). Успяват да превземат българските крепости Ямбол, Пловдив и София, стигат чак до Кюстендил.
Османската инвазия се насочва в нова посока на север по долината на р. Марица. Падат Ихтиман, Самоков, а през 1386 година и София. Същата година османците достигат Ниш, балканските владетели правят опити за антиосманска коалиция и през 1387 година ги разбиват при Плочник. Османците се мобилизират и в 1389 г. разбиват съюзниците при Косово поле.
През 1389 година е покорено Добруджанското деспотство. На 17 юли 1393 година е сложен край на Търновското царство. Цар Иван Срацимир получава многобройна войска от унгарския крал и се устремява към Никопол, Баязид разгромява рицарите в крайдунавските мочури и нарежда всички пленници да бъдат избити. Той отвежда пленения Срацимир в Мала Азия, където е удушен, а унгарският крал бяга с кораб по Дунава. Така Видин е лесно превзет през 1396 година.

## Османско владичество (1396 – 1878)

### Българските земи през XV и XVI век (1396 – 1600)
България първа от балканските държави попада под османска власт. Окончателно покорени до 1396 г. са всички български земи. Но българите не се примиряват с новата власт. Още в началото на XV век те вдигат първото въстание против турците – в Северозападна България, през 1404 или (според други източници) 1408 г. Негови ръководители са синът на цар Иван Срацимир – Константин II Асен, и синът на цар Иван Шишман – Фружин. То обаче завършва с неуспех. През 1454 година е заловен войводата Радич.
През следващите години политическата активност на българите се изразява в подкрепа на враговете срещу турците. Българи участват в походите на крал Владислав III и Янош Хуняди. След загубата им при Варна много българи се изселват на север от Дунав.
През 1598 г. е вдигнато Първото търновско въстание. Международната обстановка е благоприятна – в ход е война между Австрия и Османската империя, а и влашкият войвода Михай Витязул подпомага австрийците. Начело на въстанието застават Тодор Балина, дубровнишкият търговец Павел Джорджевич и гръцкият духовник Дионисий Рали. И то обаче завършва с неуспех.
Османското владичество унищожава система от административни, правни, фискални, военни, културни и други институции. Унищожена е църковната йерархия, държавата и българския елит, които са главната опора на народността. Интелигенцията е изтребена, разпиляна и обезродена, поради което обществото остава без организатори и водачи. Силно е намален демографския потенциал – част от българите са избити, много от тях са принудени да се изселят. Чрез различни форми на антиосмански съпротиви българското общество притъпява експлоатацията, поддържа жива историческата памет и държи будно българското самосъзнание.
Налагането на османските структури предизвиква сблъсък на 2 различни обществено-икономически системи. В тяхното обособяване участват българско-византийски, монголско-ирански и азиатски елементи. През първите 3 века Османската империя е във възход и това обяснява защо преобладават пасивните съпротивителни действия и защо всички въстания завършват с неуспех. Независимо от неблагоприятният им изход те са важен фактор за оцеляването на българите.
Османското завладяване довежда до масов психологически шок. Нашествениците имат изключително добра стратегия – поетапно завземане на отделните територии, укрепване на властта в завладените земи, изграждане на силна военна организация, централизиране на властта, характерни за номадския и полуномадския начин на живот. Основен проблем в първите десетилетия от османското владичество е физическото оцеляване на българите и запазването им като етнос. През 1439 г. опит за нова антиосманска коалиция правят православната и католическата църква, но без особен резултат. Нов опит за отхвърляне на чуждата власт българите правят по време на организиралите се през 1443 – 1444 г. кръстоносни походи от полско-унгарския крал Владислав III Ягело и унгарския войвода Янош Хуниади. Армията нанася тежко поражение на османците на 3 ноември 1443 г. край Ниш. Настъпилата люта зима принуждава кръстоносците да подпишат мир със султана. Обмисля се обаче по-мащабна операция. И през есента на 1444 г. кръстоносците достигат до Варненско поле, където обаче биват победени от османците на 10 ноември 1444 г. В битката загива 20-годишният им предводител Владислав III Ягело и посмъртно получава прозвището Варненчик. На 29 юни 1453 г. Мехмед II Завоевател завладява Константинопол, преименува го на Истанбул и го прави своя столица.
Причините за нестихващата антиосманска съпротива се крият в непрекъснатото влошаващо се положение на българите. Те не могат да участват в административно-управленския механизъм, третирани са като безправна социална група – рая. Важна причина за съпротива е народностната и религиозната дискриминация. Според исляма едно от най-важните задължения на мохамеданина в ислямската държава е „войната за вярата“ или Свещената война (Джихад). Тази политика на неравнопоставеност е прокарана във всички институции на османската държава. Жестока форма на асимилация е „кръвния данък“ (девширме) – момчета в детска и юношеска възраст са отвличани, помохамеданчвани и специално обучавани за попълване на войската (еничарския корпус). Този данък често е наричан Еничарство. Събирането на деца е утвърдено със специален закон и продължава до края на XVIв. съпроводено с много жестокости и насилие. Съществена причина за съпротивата срещу чуждата гнет е политиката на помюсюлманчване на българското население. Ислямизирането на българите с различна интензивност протича през целия период от османското владичество. То протича в три основни форми-единични, групови и масови. Единичните са най-опасни за народността защото водят до откъсване от етническата среда, поетапно загубване на езика и потурчване. Груповите засягат отделни райони или села при неподчинение и/или неизпълнение на задълженията си. Масови има в XVI в. в Чирмен, Никопол, Беломорието и Македония. Чуждата политическа власт, непосилният икономически гнет, езиковите и верските различия, дискриминационната политика, политическото и юридическото безправие предизвикват борбата на българите срещу чуждото потисничество.
Съпротивата протича през целия период на чуждото владичество и обхваща цялата етническа територия. През първите три века целите на борбата са: опазване на народността, съхранение на нейния демографски потенциал, противодействие срещу системата на експлоатация, като се намали степента и борба за политическо освобождение.
Формите и методите на борбата се делят на активни и пасивни. Упорството и неприемането на чуждата вяра е форма на пасивна съпротива, която съществува непрекъснато. Активните форми на съпротива се срещат по-рядко, защото са необходими водачи и по-добра организация – това са бунтовете и въстанията. Военната слабост на Османската империя води до криза в политическия и икономическия живот, което активизира борбите на българите.
Първото търновско въстание избухва през 1598 г. Организаторите му са търновският митрополит Дионисий Рали, търговецът Павел Джорджович и Тодор Балина. Принос в антиосманската съпротива имат и българските католици. Стремежът на папите да разпространят влиянието си на Балканите се засилва след завладяването им от османците.

### Българските земи през XVII век и първата половина на XVIII век (1601 – 1760)
- През 1601 г. излиза първото издание на Царството на славяните написано от бенедектинския монах от хърватски произход Мавро Орбини. Произведението има исторически характер, като в него се пресъздава някогашната славна история на южните славяни с оглед организирането им за борба под егидата на папството срещу настъплението на османците към Централна Европа.
- През 1643 г. докторът по богословско и каноническо право Петър Парчевич се завръща в България като посвещава усилията си за организиране на антитурска коалиция на католическите държави. С тази цел, с благословията на папата, той предприема редица дипломатически мисии в Австрия, Унгария, Полша, Венеция, Влашко, Молдова и дори посещава Богдан Хмелницки в Украйна. За приноса му в защита на християнството той е удостоен с титлата „барон“ от императора на Свещената римска империя.
- През 1645 г. избухва турско-венецианската война и предизвиква оживление на Балканите. Начело на заговора е влашкият господар Матей Басараб. Изглежда необходимо да се привлече полският крал Владислав IV, който, поради удържаната от него победа над султан Осман II при Хотин, се ползва с голяма популярност. За пратеник е назначен Петър Парчевич, отлично знаещ гръцки, латински, италиански, румънски и арменски езици. Владислав IV приема пратеника много сърдечно. Парчевич се връща в отечеството си с портрета на краля в пълно въоръжение, с червено кадифено знаме и с много подаръци. Владислав наистина почва да се готви за война, но предивременната му смърт през 1648 г. осуетява надеждата на българите.

Архиепископ Деодат, един от главните заговорници, с мъка удържа прибързаността, с която искат да обявят въстанието. На 18 декември началниците отново се срещат с Деодат у княз Матей Басараба в Търговище и повторно изпратили Парчевич в Полша, при императора и във Венеция. Българският лъв, пишели те в писмата си, макар и да дреме, но е още жив, и съветвали да не пропуща благоприятното време за съвместно нападение на Портата и за възстановяване на славянските царства. Парчевич навсякъде бил приет съчувствено, особено от венецианците, които и без това поради войната на републиката с Турция се грижили за съставянето на съюза. Но отношенията на европейските държави след 30-годишната война били такива, че съюзът не можал да се осъществи.
- През 1665 г. много знатни българи, сърби, албанци и гърци съставят тайно съглашение помежду си. Парчевич още веднъж отива при император Фердинанд III, а сръбският патриарх Гаврил заминава за Москва. Но и този път делото получава лош обрат. Парчевич остава на Запад и е възведен в 1656 г. в сан „марцианополски архиепископ“.
- През 1667 г. Петър Богдан написва на латински първата „История на България“. До смъртта му през 1674 г. обаче не намира достатъчно средства и творбата не излиза от печат.

- През 1673 г., вече в преклонна възраст и болен, Парчевич предприема ново пътешествие, за да работи за освобождението на България. Снабден с писма от молдовския княз Стефан Петрашко, от стария чипровски архиепископ Деодот и от други знатни лица, той от името на народите на България, Сърбия, Тракия и Македония заминава за Полша, Виена, Венеция и Рим. Парчевич с юношески ентусиазъм настоява западните християни да изпратят на поляците пари и войски, за да преминат Дунав и с възстановяването на България да подкопаят мощта на Портата. Умира на 23 юли 1674 година и е погребан в Рим в базиликата Св. Андреа дела Фрате пред параклиса на пратриарха Франциск. Парчевич се смята като най-великия българин на XVII век.
- От 1686 до 1689 г. избухват 3 големи въстания, които са потушени:
  - 1686 – Второ Търновско въстание;
  - 1688 – Чипровско въстание;
  - 1689 – Карпошово въстание.

### Възраждане (XVIII – XIX век)
Възраждането по нашите земи започва по-късно, в сравнение със Западна Европа, тъй като България (а и изобщо Балканският полуостров) е под турска власт. То е процес, в който българите се осъзнават като народ и започват да отстояват своите права и стремежи да станат равни на другите европейски народи и да се превърнат в нация. През Възрожденската епоха започват да се разпространяват сред българските земи стоково-паричните отношения, в цялото Българско национално землище се усилват стремежите и борбите на българите за стопански и културен напредък и за църковна, просветна и политическа свобода и независимост. Традиционно за начало на Възраждането е считано написването на „История славянобългарска“ от Паисий Хилендарски през 1762 година, макар че бурните процеси на Възраждането започват да се забелязват по-късно, след последователните Руско-турска война (1828 – 1829) и Кримска война (1853 – 1856), когато започва материално съвземане на българите, което издига самочувствието им, а наложените от Европа на Турция макар и формални реформи улесняват започналите още в началото на века стремежи към култура и масова просвета и стават възможни в азиатската империя, принудена да допусне развитието им.
През 1794 г. сръбският историк от български произход по бащина линия Йован Раич издава своето произведение „История разных славенских народов найпаче болгар, хорватов и сербов“, която ще послужи за основа на други два историографски труда: на Атанас Нескович и Петър Сапунов.
През 1854 г. по данни на Нойс в Добруджа живеят шестнадесет раси. Той пише, че в главните места за преминаване на България „евреи, гърци и арменци се смесват свободно с турци в широки роби и с българи с овчи калпаци и варварски дрехи. Тук – една тромава компания низами предшества редица от египтяни и там – мургав отряд на бея на Тунис последва банди от арнаути и пленинци от Азия. Окото понякога се спира на арабски шейх с равнодушна група воини и дервиши, лицата им пълни с огъня на Азия, а понякога на черкезки главатар, див и неопитомен като орлите от скалите в родната му страна. Френски, английски, унгарски и полски офицери допълнително разнообразяват тази любопитна галерия от националности“.
За основоположник на модерното българско национално-освободително движение срещу османската власт се счита Георги Стойков Раковски. През август 1841 година той е инициатор на Втория браилски бунт, който предвижда през февруари 1842 г. през Дунав да бъдат прехвърлени две чети – от Браила и от Галац. Раковски е разкрит от властите и е осъден на смърт, но тъй като има гръцки паспорт, е екстрадиран, след което успява да избяга и да се укрие. След избухването на Кримската война (1853) Раковски заедно с група българи създава в Свищов Тайното общество, което има за задача да събира пари за Освобождението и сведения за османските войски и да ги предава на руското военно командване. Новосъздаденото Тайно общество приема като знаме на бъдещата българска република трибагреника – бяло, зелено и червено. През юни 1854 година Раковски организира чета от дванадесет души и броди с нея из Източна Стара планина. Тогава прави опит да се свърже и с руските войски, които по това време са преминали южно от река Дунав. През есента руската армия се изтегля отвъд Дунава и Раковски разпуска четата си. През 1861 година той изготвя „План за освобождението на България“ и „Статут за едно Привременно българско началство в Белград“. Раковски започва подготовката на „всеобщо българско въстание“ и през 1862 година създава Първата българска легия в Белград. Същата година тя участва в боевете с турския гарнизон на белградската крепост Калемегдан.
Следват четите на Хаджи Димитър и Стефан Караджа в Мизия, на Ильо войвода в Македония и на Капитан Петко войвода в Беломорието и Тракия, съдаването от Васил Левски на Вътрешна революционна организация (ВРО) и на Български революционен централен комитет (БРЦК). Връхна точка на национално-освободително движение срещу османската власт се явява героичното Априлско въстание през 1876 година, предизвикало освободителната Руско-турска война (1877 – 1878), довела до образуването на Княжество България. Възрожденското просветно, църковно и национално-освободително движение обаче продължава в останалите под владичество земи. В Южна България национално-революционната борба води Българския таен централен революционен комитет (БТЦРК) до Съединението ѝ с Княжеството в 1885 г., а в останалите поробени земи това дело е поето от извоюваната в 1871 г. Българска Екзархия и други структури в мирните му форми и от Вътрешната македоно-одринска революционна организация (ВМОРО) за въоръжената борба.
Въпреки че за край на Възраждането традиционно се приема 1878 г., когато със Санстефанския мирен договор, е възстановена свободната държава на българите, това донякъде е вярно само за Княжеството. В неосвободените земи Възраждането продължава чак до 1912 г., защото след Берлинския конгрес и дори след Съединението в 1885 г., Македония и по-голямата част от Тракия, остават под турско владичество. Българското национално възраждане там продължава до освобождението им в 1912 г. след победоносната Балканска война. Тогава югозападните и южните българските земи са освободени, ала са завзети от Сърбия и Гърция, а в Одринска Тракия турците извършват етническо прочистване на 300 000 българи и с това е сложен кръст на българското национално развитие в тези области.

## Трета българска държава (от 1878 г.)
Третата българска държава започва съществуването си на 3 март 1878 г., когато в Сан Стефано е сложен край на Руско-турската война. Първоначално територията е обхващала населените с българи територии от Черно море до Охридското езеро и от Дунав до Егейско море. Притеснени от новата голяма държава на Балканите великите сили приемат на конгрес в Берлин Мизия и Софийското поле да се обособят като васално и трибутарно на Турция Княжество България. В рамките на Османската империя остава автономната област Източна Румелия с административен център Пловдив, която практически съвпада по територия с днешна Южна България. Македония, Одринска и Беломорска Тракия остават в територията на Османската империя. На 6 септември 1885 в Пловдив е обявено Съединението на Източна Румелия с Княжество България. На 22 септември 1908 г. България обявява юридическата си независимост от Османската империя.

### От Освобождението до Балканските войни (1878 – 1912)
Според Берлинския договор Княжество България е самостоятелно трибутарно княжество под върховната власт на султана с християнско правителство и народна войска (полиция). Източна Румелия остава под пряката политическа и военна власт на султана, но се ползва с пълна административна автономия. Решенията на Берлинския конгрес са посрещнати с недоволство от българското население в Мизия, Тракия и Македония. В Княжество България и Източна Румелия се основава комитета „Единство“, който организира въоръжена борба за национално обединение. В Македония избухва Кресненско-Разложкото въстание (1878 – 1879), което завършва с неуспех.
Учредителното народно събрание (10 февруари – 16 април 1879) приема Търновската конституция и определя София за столица на княжеството. На 17 април 1879 в Търново е свикано I велико народно събрание, което избира германския принц Александър Батенберг за български владетел под името Александър I. На 5 юли е съставено първото българско правителство начело с Тодор Бурмов. Формират се Консервативната партия и Либералната партия – първите политически партии в страната. На 27 април 1881 г. Александър I сваля либералното правителство на Петко Каравелов и назначава служебен кабинет начело с генерал Казимир Ернрот (1881 – 1883). Проведените през май 1884 парламентарни избори се печелят от крайните либерали и е формирано правителство оглавено от Каравелов.
За главен управител на Източно Румелия султанът назначава княз Александър (Алеко) Богориди. През септември 1879 г. изборите за Областно събрание се печелят от Народната партия под девиза „Съединение на Източна Румелия и Княжество България“. През 1885 г. в Пловдив е създаден Българският таен централен революционен комитет, който организира и довежда до успешен край Съединението на Източна Румелия с Княжество България през същата година. Сърбия, поощрявана от Австро-Унгария, започва военни действия срещу България. В Сръбско-българската война българската армия спира навлизането на сръбската армия в Северозападна България. На 19 февруари 1886 г. Сърбия и България подписват Букурещкия мирен договор. Същата година е подписана и Българо-турската спогодба, с която Турция признава Съединението.
След Съединението в България избухва политическа криза, чийто резултат е детронацията на Александър I на 26 август. На 25 юли 1887 г. III велико народно събрание избира за княз на България немския принц Фердинанд Сакс-Кобург-Гота под името Фердинанд I. Стабилизация и модернизация в политическия и икономическия живот настъпва при управлението на Стефан Стамболов (20 август 1887 – 19 май 1894). Недоволни от вътрешната политика формират т.нар. Съединена легална опозиция от консерватори и либерали. Княз Фердинанд предизвиква оставката на правителството. Новото правителство на Константин Стоилов (19 май 1894 – 18 януари 1899) успява да стабилизира вътрешнополитическата обстановка в България.
Централно място във външната политика на всички български правителства от края на XIX и началото на XX в. заема проблемът с националното обединение на българския народ. През 1893 г. в Солун е основана революционна организация, наречена през 1905 г. официално Вътрешна македоно-революционна организация (ВМРО). Бежанците от Македония и Тракия, живеещи в Княжество България, създават своя организация – Върховен македоно-одрински комитет. Между двете организации се осъществява сътрудничество, резултат от което е избухването на Илинденско-Преображенското въстание през лятото на 1903 г. . Въстанието завършва с неуспех и е жестоко потушено от османските власти.
През 1903 – 1908 г. на власт е Народнолибералната партия, чието управление е известно като Втори стамболовистки режим. През 1908 – 1911 управлява Демократическата партия. На 22 септември/5 октомври 1908 г., след победата на Младотурската революция, в Търново княз Фердинанд I обявява със специален манифест независимостта на България и приема титлата цар на България. През 1910 г. цар Фердинанд I и министър-председателят Александър Малинов водят неуспешни преговори за сключване на българо-руски съюз. Преговорите между правителствата на България и Сърбия и на България и Гърция приключват с подписването на Балканския съюз 1912 г.

### Войни за национално обединение (1912 – 1918)
В Първата балканска война (1912 – 1913) България участва в името на националното обединение. Българската войка има главни операции в Лозенград, Люлебургас, Бунархисар, Чаталджа, Булаир – Шаркьой и Одрин. Армиите на Сърбия и Гърция воюват във Вардарска и Егейска Македония. Войната завършва с победа на съюзниците и подписване на Лондонския мирен договор от 1913 г., в резултат на който Турция отстъпва всички земи на запад от Мидия – Енос. Между България, Сърбия и Гърция възникват противоречия при разпределянето на отвоюваните територии. Сърбия претендира за голяма част от Вардарска Македония. Гърция се стреми да получи окупираната от нея Егейска Македония. Гърция и Сърбия подписват на 19 май 1913 г. съюзен договор с антибългарска насоченост, който слага край на Балканския съюз. На 16 юни по заповед на Фердинанд I, който е и главнокомандващ на българските войски, бившите съюзници са атакувани и започва Втората балканска война (1913). България се оказва във война с всички свои съседи. На 28 юли правителството на Васил Радославов подписва Букурещкия мирен договор и на 16 септември – Цариградския мирен договор. Пораженията на България във войната е първата национална катастрофа за българския народ.
България изпада в пълна изолация на Балканите. Няма покровителство и от Великите сили. Правителството на Васил Радославов търси сближаване с Германия и Австро-Унгария, което е един от факторите България се включи в Централните сили при избухването на Първата световна война (1914 – 1918). На 24 август 1915 е подписан договор между България и Германия, конвенция между Германия, Австро-Унгария и България и споразумения с Турция. На 1 октомври България обявява война на Сърбия, на 1 септември 1916 г. – на Румъния, на 26 юни 1917 г. Гърция обявява война на България. Продължителността на войната предизвиква остра финансова, стопанска и продоволствена криза в България. На фронта възниква силно антивоенно движение, в страната се провеждат демонстрации. Недоволството прераства във въоръжен опит за слагане край на войната и събаряне на монархията. На 3 октомври 1918 г. Фердинанд I абдикира в полза на сина си Борис Търновски. На 4 октомври цар Борис III издава указ за демобилизация на въоръжените сили на България, която е окупирана от войските на Съглашението.

### След Първата и през Втора световна война (1918 – 1945)
През първите години след войната страната изпада в политическа криза. На 6 октомври 1919 г. се сформира правителството на министър-председателя Александър Стамболийски. Същата година той подписва Ньойския мирен договор. През март 1920 г. се провеждат предсрочни парламентарни избори. Печели ги Българският земеделски народен съюз (БЗНС), който образува самостоятелно земеделско правителство (21 май 1920 – 9 юни 1923) начело със Стамболийски. На 16 декември 1920 България е приета в Обществото на народите. Недоволните от управлението на БЗНС подкрепят Деветоюнския преврат от 1923 г., извършен от Военния съюз начело с полковник Дамян Велчев. На власт идва коалиционно правителство начело с лидера на Народния сговор Александър Цанков. Опитите за съпротива на Оранжевата гвардия и земеделските дружини са смазани. Александър Стамболийски е заловен и жестоко убит.
Под натиск на военните през август 1923 г. е създадена казионна партия Демократически сговор. Москва нарежда на Централния комитет на Българската комунистическа партия (тесни социалисти) да започне подготовка за въстание. Септемврийските бунтове от 1923 са обречени предварително на неуспех. През ноември Демократическият сговор печели изборите. През 1924 г. е приет Законът за защита на държавата и са забранени прокомунистическите организации. БКП минава в нелегалност и под натиска на Коминтерна се възприема подготовка на ново въстание. На 16 април 1925 г. военната организация на БКП извършва атентат в столичната църква „Света Неделя“, при който са убити над 150 души и ранени 500. Правителството отговаря с арести и убийства на видни представители на левицата.
На 4 януари 1926 г. е назначено правителство на Демократическия сговор с министър-председател Андрей Ляпчев. Под егидата на Обществото на народите България получава два големи заема – „Бежански“ през 1926 г. и „Стабилизационен заем“ през 1928 г. През 1927 г. с Гърция е подписана спогодбата „Моллов – Кафандарис“ за размяна на населението между България и Гърция. Същата година се учредява Работническата партия и политическият кръг „Звено“, през 1928 г. – Работническият младежки съюз и Българският земеделски народен съюз „Врабча 1“, през 1930 – Българският общонароден студентски съюз. Засилва се дейността на ВМРО, която 1928 г. е оглавена от Иван Михайлов. През 1931 г. създаденият като широка коалиция Народен блок печели изборите. От 29 юни до 12 октомври 1931 г. Александър Малинов оглавява правителството, а от 12 октомври 1931 до 19 май 1934 г. то се ръководи от Никола Мушанов.
На 19 май 1934 г. Военният съюз заедно с политическия кръг „Звено“ извършва преврат. Разпуснато е Народното събрание, политическите партии са забранени, наложен е авторитарен безпартиен режим начело с Кимон Георгиев от 23 ноември 1935 до 15 февруари 1940 г. Цар Борис III предизвиква оставката на Георгиев и безпартийното управление в България минава под пълен контрол на царя. Военният съюз е разпуснат (1936) и на офицерите е забранено да се занимават с политика. През 1936 г. част от водачите на забранената партия организират политическата групировка „Петорката“ и националистическите организации „Ратник“ и „Българска орда“. Сключени са Българо-югославския пакт (1937) и Солунското споразумение (1938) за премахване на военните каузи на Ньойския мирен договор.
На 15 септември 1939 г. българското правителство обявява политика на неутралитет във Втората световна война. През август същата година България сключва пакт за ненападение с Германия и СССР. На 16 февруари 1940 г. Богдан Филов приема председателството на новия служебен кабинет. Под натиск на Германия и СССР (и с одобрение на Великобритания) правителството сключва Крайовската спогодба от 1940 г., с която България си връща Южна Добруджа. На 1 март 1940 г. България подписва Договор за присъединяване към Тристранния пакт (Германия, Италия и Япония). На 6 април 1941 г. започват военни действия на Балканите, но българската армия не участва в тях. След капитулацията на Югославия и Гърция към територията на България се присъединени Моравската област, Източна Вардарска Македония, Източна Егейска Македония и Западна Тракия. Правителството на Филов обявява на 12 декември 1941 г. „символично“ война на САЩ и Великобритания. След нападението на Германия над Съветския съюз на 22 юни 1941 г. България запазва дипломатическите си отношения със СССР. До края на войната български войски не са изпратени на Източния фронт.
България е единствената страна в Оста, в която се създава партизанско движение. През юли 1942 г. Българската работническа партия създава Отечествения фронт, а през август 1943 г. е сформиран Национален комитет на Отечествения фронт. През 1943 г. е предотвратено депортирането на хиляди български евреи в германски концентрационни лагери. На 28 август 1943 г. смъртта на цар Борис III променя хода на войната. В нарушение на Конституцията е съставено регентство – Богдан Филов, княз Кирил Преславски и генерал Никола М. Михов управляват от името на малолетния цар Симеон II. На 14 септември 1943 г. регентството назначава безпартиен кабинет с премиер Добри Божилов. В края на 1943 г. и началото на 1944 г. над София и други градове са извършени англо-американски бомбардировки.
Възникналата политическа криза довежда до съставянето ново безпартийно правителство с министър-председател Иван Багрянов (1 юни – 2 септември 1944). За да предотврати навлизането на съветските войски в страната, правителството на Багрянов започва в Анкара и Кайро преговори с Великобритания и САЩ за излизане от войната с тяхно съдействие. Формира се правителство на легалната опозиция – за министър-председател е назначен Константин Муравиев от 2 до 9 септември 1944 г. Правителството обявява политика на неутралитет и започва изтегляне на българските окупационни войски от Югославия и Гърция. На 5 септември 1944 г. Съветският съюз обявява война на България, страната е окупирана от съветските войски и се извършва Деветосептемврийският преврат.
На 9 септември 1944 е установено правителство на Отечествения фронт, оглавено от Кимон Георгиев – лидер на политическия кръг „Звено“. Формира се нова политическа система от народнодемократичен тип. Ръководна позиция заема Българската работническа партия (комунисти). Решаваща роля за закрепването и запазването на новата власт има съветската армия, която остава три години в страната (8 септември 1944 – 14 декември 1947). Издадена е наредба-закон за съдене от Народен съд на виновниците във въвличането на България в световната война. Произнесени са 2730 смъртни присъди, на доживотен затвор са осъдени 1305 души, на затвор от 20 до една година – 4312 души, условни присъди са 808, оправдани са 1516 души, 451 дела са прекратени. На смърт са осъдени регентите княз Кирил Преславски, Богдан Филов, министър-председателите Иван Багрянов, Добри Божилов, министри, висши държавни служители, дворцови съветници, народни представители, висши военни и полицаи, агенти на полицията, дейци на политически организации, публицисти, журналисти, жандармеристи, кметове, свещеници и учители.

### Народна република България (1946 – 1990)
На 8 септември 1946 г., в нарушения на изискванията на Търновската конституция, е проведен референдум – „допитване до народа за премахване на монархията и провъзгласяване за народна република“. На 15 септември България е провъзгласена за народна република. На 27 октомври 1946 са проведени избори за VI велико народно събрание, което има за задача да изготви нова конституция. Изборите са спечелени от Българската работническа партия (комунисти) – БРПк, и Георги Димитров оглавяват новото правителство. На 10 февруари 1947 г. България подписва Парижкия мирен договор, според който българската държава запазва границите си от 1 януари 1941 г. На 4 декември 1947 Великото народно събрание приема Конституцията на Народна република България, наречена още Димитровската конституция. В края на 1947 е извършена национализация и цялата собственост става държавна. Петият конгрес на БКП 1948 открито признава „диктатурата на пролетариата“. През VI велико народно събрание приема Закона за вероизповедания, който дава възможност на държавните органи да се месят пряко в работата на религиозните общности.
Васил Коларов наследява Георги Димитров в поста му на председател на Министерския съвет от 1949 до 1950. През 1950 г. за председател на Министерския съвет е избран Вълко Червенков. Установява се тотална политическа диктатура. Политическият режим през 1950 – 1953 провежда форсирана социалистическа индустриализация и масово коопериране на селското стопанство. На 10 май 1953 г. е възстановена Българската патриаршия, за български патриарх е избран Пловдивският митрополит Кирил. На 14 декември 1955 г. България е приета за член на ООН. През 1956 г., по време на Априлския пленум на Комунистическата партия, Червенков е освободен от поста. Ръководител на Политбюро става първият държавен секретар на Централния комитет на Българската комунистическа партия Тодор Живков. За председател на Министерския съвет е издигнат Антон Югов. Периодът 1957 – 1970 бележи високи темпове на нарастване на производството.
През 60-те, увлечено в курса за сближаване със СССР, българското партийно и държавно ръководство предлага в бъдеще България да се „обедини“ и „слее“ със Съветския съюз. По съображения от международен характер Москва отклонява предложението. През 1962 г. Антон Югов и Вълко Червенков са отстранени от партийни и държавни постове. Тодор Живков е избран за първи секретар на ЦК на БКП и е избран за министър-председател на България. След това Живков става само председател. Между 1963 – 1967 се провеждат четири срещи между Живков и Йосип Броз. По македонския въпрос е възприета нова линия – разкриване на истината за македонското население. При официално посещение на Тодор Живков в Турция през 1968 г. е подписана спогодба за изселване на българските турци. През август същата година български военен контингент участва в интервенцията на Варшавския договор срещу Чехословакия. През 1968 – 1971 се разработват проекти за нова програма и нова конституция на страната.
На 16 май 1971 г. е приета чрез референдум нова конституция на Народна република България, известна като Живковата конституция. През декември същата година Държавният съвет утвърждава нов герб на Народна република България. В началото на 70-те се провежда реорганизация (изграждането на аграрно-промишлени комплекси) и концентрацията има отрицателна роля в развитието на кооперативното движение в селското стопанство. В края на 1984 г. започва смяна на имената на българомохамеданите и етническите турци (т.нар. „Възродителен процес“). Като израз на съпротива срещу провежданата асимилационна политика в средата на 1985 г. възниква нелегалното Турско националноосвободително движение. Движението е отговорно за атентата на гара Буново на 9 март 1985 г., в който загиват 7 души. През пролетта на 1989 г. обстановката в Североизточна България се изостря. Правителството разрешава свободното изселване за Република Турция – над 350 000 български граждани напускат страната.
През втората половина на 80-те по инициатива на генералния секретар на Централния комитет на Комунистическата партия на Съветския съюз Михаил Горбачов в СССР започва преустройство на съществуващата политическа система. В България не настъпват съществени изменения в политическото устройство. През 1988 – 1989 възникват т.нар. неформални организации. На 10 ноември 1989 г. Тодор Живков е освободен от длъжността „генерален секретар“ на ЦК на БКП, и на 17 ноември от поста председател на Държавния съвет. За генерален секретар е избран дотогавашният член на Политбюро и министър на външните работи Петър Младенов. Една седмица след това Народното събрание го избира за председател на Държавния съвет, а по-късно и председател (президент) на републиката.

### Република България (от 1990 г.)
През следващите години в страната се провеждат политически и икономически реформи с променлива интензивност. Този период често е наричан Преход на България към демокрация и пазарна икономика, като има различни мнения за това кога приключва. На 15 ноември 1990 г. VII велико народно събрание променя името на държавата от Народна република България на Република България. На 7 декември 1989 г. 13 от некомунистическите политически групи се събират във федерация, която приема името Съюз на демократичните сили (СДС). За свой водач Координационният съвет на СДС избира Желю Желев. На 3 януари е създаден нов политически орган „Кръгла маса“. На 4 януари 1990 г. е учредено Движението за права и свободи (ДПС). На 29 януари е оповестено, че Тодор Живков е арестуван по обвинение включващи злоупотреба на властта, присвояване и подстрекаване към етническа ненавист. От 30 януари до 2 февруари е свикан извънредно XIV конгрес на БКП, който се стреми да обнови и реформира партията – закрити са Политбюро и Централният комитет. Младенов се отказва от поста си на партиен ръководител, като остава държавен глава. Заменен е от Александър Лилов. На 23 февруари в София се състои огромна демонстрация с близо 200 000 протестиращи, недоволни от бавния напредък на разговорите около Кръглата маса. На 27 февруари националният празник на България е върнат от 9 септември на 3 март. В края на март Отечественият фронт е преименуван на Отечествен съюз. Вътрешната „перестройка“ на XIV конгрес е последвана в началото на април от промяна на името – БКП става БСП (Българска социалистическа партия). През юни са проведени избори за VII велико народно събрание. Изборите са спечелени от БСП, което предизвиква недоволство сред антикомунистическите сили. Започват студентски окупационни стачки. В центъра на столицата е създаден „Град на истината“ и е подпален Партийният дом. Президентът Петър Младенов подава оставка. Желю Желев е първият демократично избран президент на България. Той встъпва в длъжност на 8 август 1990 г.
На 12 юли 1991 г. VII велико народно събрание приема Конституцията на Република България. Кабинетът на Димитър Попов („правителството на надеждите“, 1990 – 1991) дава ход на либерализирането на цените.
На 7 май 1992 г. България става 27-ият редовен член на Съвета на Европа.
На 29 март 2004 г. България става член на НАТО. На 25 април 2005 г. България подписва Договора за присъединяване към Европейския съюз, който на 11 май е ратифициран от XXXIX народно събрание. От 1 януари 2007 г. България е член на Европейския съюз. На 1 януари 2018 г. за шест месеца България поема председателството на Съвета на Европейския съюз.

## Вижте още
- Военна история на България
- Български владетели
- Стопанска история на България